# Don't Let Me Be Yours
«Don't Let Me Be Yours» (en español: «No Me Dejes Ser Tuya») es una canción interpretada por la cantante y compositora sueca Zara Larsson. Larsson la compuso junto a Steve Mac, Johnny McDaid y Ed Sheeran — quién además realizó acompañamientos vocales en la canción —; siendo Steve Mac el productor de esta. TEN, Epic y Sony lanzaron el sencillo oficial el 12 de mayo de 2017, como el séptimo sencillo de su segundo álbum de estudio So Good (2017), lanzado a nivel internacional.

## Composición
«Don't Let Me Be Yours» es una canción pop con una duración de tres minutos y diecinueve segundos. Está escrita en la llave de una E mayor y transcurre en un tempo de 113 latidos por minuto en una firma de tiempo 4/4.

## Recepción

### Comentarios de la crítica
Mike Wass, de Idolator, escribió que la canción: «conoce mejor que la mayoría la combinación del soulful y pop con el euro-beats, mostrando lo que la estrella pop sueca es capaz de realizar cuando recibe el material adecuado».

## Vídeo musical
El vídeo musical para el sencillo fue dirigido por el estadounidense Daniel Kaufman, el cual fue lanzado el 12 de mayo de 2017 en el canal de Vevo de Larsson. La temática del vídeo muestra el poder femenino, siguiendo la historia de una joven que aspira a ser una corredora de autos profesional.

## Lista de canciones
- Descarga digital

| «Don't Let Me Be Yours» — Sencillo |                         |          |  |
| N.º                                | Título                  | Duración |  |
| 1.                                 | «Don't Let Me Be Yours» | 3:19     |  |

- Descarga digital[9]

| «Don't Let Me Be Yours» — Remixes EP |                                              |          |  |
| N.º                                  | Título                                       | Duración |  |
| 1.                                   | «Don't Let Me Be Yours» (Black Chiney Remix) | 3:26     |  |
| 2.                                   | «Don't Let Me Be Yours» (AObeats Remix)      | 4:11     |  |

## Posicionamiento en las listas

### Semanales
| Eslovaquia   | Rádio Top 100           | 57 |
| Países Bajos | Tipparade               | 16 |
| Serbia       | Serbia Pop Top Lista 50 | 26 |
| Suecia       | Sverigetopplistan       | 36 |

## Historial de lanzamientos
| Región      | Fecha              | Formato                       | Discográfica | Ref.          |
| ----------- | ------------------ | ----------------------------- | ------------ | ------------- |
| Reino Unido | 2 de junio de 2017 | Hit Contemporáneo de la radio | Sony         | [ 14 ] [ 15 ] |

## Créditos y personal
- Zara Larsson - Voz, compositora, voces de fondo
- Johnny McDaid - Compositor
- Ed Sheeran - Compositor, voces de fondo, guitarra
- Steve Mac - Compositor, productor, teclado, piano
- Chris Laws - Batería
- Phil Tan - Ingeniería
- Bill Zimmerman - Ingeniería
- Chris Laws - Ingeniería
- Dann Pursey - Ingeniería
- Michelle Mancini - Masterización